# Odynerus bothriogaster
Odynerus bothriogaster är en stekelart som beskrevs av August Schletterer. Odynerus bothriogaster ingår i släktet lergetingar, och familjen Eumenidae. Inga underarter finns listade i Catalogue of Life.